# Nephelomys maculiventer
Nephelomys maculiventer és una espècie de mamífer rosegador de la família dels cricètids. És endèmic de Colòmbia. Té el pelatge llarg i suau. Té una llargada total de 302-345 mm, la cua de 162-194 mm i les potes posteriors (incloent-hi les urpes) de 29-36 mm. En general, els mascles són una mica més grossos que les femelles. Fins al 2006 se'l considerà un sinònim d'Oryzomys albigularis.